# アリエル・オルテガ
アリエル・アルナルド・オルテガ（Ariel Arnaldo Ortega, 1974年3月4日 - ）は、アルゼンチン・フフイ州出身の元サッカー選手。同国代表であった。現役時代の主なポジションは攻撃的ミッドフィールダーであり、シャドーストライカーなどでも起用された。キレのあるスピードドリブルで相手をかわし、チャンスをつくる、テクニシャンであった。
愛称は父親が名付けた「El Burrito（エル・ブリート、スペイン語で小さいロバ）」。

## クラブ経歴
アルゼンチンのリーベル・プレートの下部組織出身。テスト入団後、当時のリーベル監督・ダニエル・パサレラの目に留まり、1年を待たずしてトップチーム昇格。1991年、17歳でプロデビューを飾る。オルテガは以降、主力選手として国内リーグ制覇、1996年のコパ・リベルタドーレス優勝に貢献した。
1996年にはトヨタカップで来日も果たした（この時、クロスバーに当たる際どいシュートを放つが、デル・ピエロ、ジダンらを擁するユヴェントスに1-0で敗北した）。この頃、ユヴェントスはオルテガを獲得を検討して、かつてユヴェントスでプレーしたシボリを介してオルテガの情報を集めていた。
1996-97シーズン途中の、1997年2月、当時のクラブ史上最高の移籍金でバレンシアに移籍。このシーズンは、12試合で7ゴールと大きな活躍を見せた。しかし、翌シーズン、練習から手を抜くなど、常にハードワークを求める、クラウディオ・ラニエリ監督と衝突、レギュラーを外された。
1998年、ワールドカップでのプレー振りから大会後、マンチェスター・ユナイテッドFC、パリ・サンジェルマン、ユヴェントスがオファーを出したが、サンプドリアへの移籍を選択、多くの人がこの選択に驚いた。加入後、ヴィンチェンツォ・モンテッラ、パルミエーリとコンビで活躍、8試合で3ゴール3アシストと結果を残していたが、モンテッラが負傷離脱すると失速した。このシーズン、27試合で8ゴール7アシストを決めるも、チームは来期からセリエBに降格となった。
1999-00シーズン、マンチェスター・ユナイテッドFCから再びオファーを受けたが、リーベル時代のチームメートであるエルナン・クレスポが居る、パルマへの移籍を選択した。に在籍するが、そこでも目立った活躍をすることは出来なかった。2000年にリーベル復帰。当時売り出し中の若手だったパブロ・アイマール、ハビエル・サビオラ等と共に活躍。かつての輝きを取り戻し、2002年日韓W杯のアルゼンチン代表メンバーにも選ばれた。
2002年、フェネルバフチェ（トルコ）に移籍したが、環境に馴染めず半年でアルゼンチンに無断帰国。この行動がクラブ側の逆鱗に触れ、多額の違約金を請求される。その後問題は泥沼化、最終的にはFIFAが介入し、オルテガに長期間の出場停止処分が下された。
意欲を失ったオルテガは一時現役を引退。しかし、アルゼンチンリーグ1部のニューウェルズ・オールドボーイズがオルテガに救いの手を差し伸べた。移籍金という形でフェネルバフチェ側への支払いを肩替わりし、2004年8月に和解が成立。この時点で出場停止処分も解除となった。
2006年、古巣のリーベルに復帰。長年に渡って苦しんできたアルコール依存症を克服するため、近年リハビリを行っていることが報じられた。
2007年、依存症の治療のためチリへ渡る。
2008年、チームとの距離が生じていた中、アル・アイン（UAE）からのオファーを拒否。残留と思われたが、アルゼンチンリーグ2部のインデペンディエンテ・リバダビアに期限付きで移籍した。
2010年、リーベルに復帰するも、アルコール依存症の再発で出場は数試合にとどまり、シーズン中にオールドボーイズに期限付き移籍される。
2011年、デフェンソーレス・デ・ベルグラーノに移籍。
2015年5月　かつてのリーベルのチームメート、フランチェスコリ、ソリン、アストラーダ、ガジャルドらが集まり、モニュメンタルで引退試合が開催された。

## 代表経歴
1993年12月15日にドイツとの親善試合において、僅かな時間ながら代表デビュー。
1994年のW杯アメリカ大会で、ディエゴ・マラドーナが史上初めて途中交代された試合（グループリーグ・対ギリシャ戦）で、マラドーナに代わって出場した。ディエゴ・マラドーナが出場不在のルーマニア戦では、マラドーナの代役として先発出場、アルゼンチン国民に希望を与えるプレーを見せた。
1996年夏にはアトランタオリンピックで中心選手として活躍。決勝でナイジェリアに敗れるものの、銀メダルを獲得した。
1998年には自身2度目のW杯フランス大会に臨み主力メンバーとして活躍、グループリーグ第2戦のジャマイカ戦で2ゴール1アシスト、更にPKを奪取した。クロアチア戦でも決勝ゴールをアシストし、決勝トーナメント進出に貢献。しかし準々決勝のオランダ戦において、ペナルティーエリア内でダイブをし、抗議・挑発をしに来たオランダ代表GK・ファン・デル・サールに頭突きを見舞い一発退場（明確に言えばシミュレーションで警告を受け、ファン・デル・サールに頭突きを食らわしたプレーで警告となり退場）。試合も1-2で敗れ、戦犯として大きな批判を受けた。
2002年日韓W杯ではレギュラーとして、グループリーグの3試合にフル出場したが、決勝トーナメントにも進出出来なかった。2010年5月5日の親善試合・ハイチ戦で約3年ぶりにアルゼンチン代表へ招集され、出場を果たした。

## 代表歴

### 出場大会
- アルゼンチン代表
  - 1994 FIFAワールドカップ
  - 1998 FIFAワールドカップ
  - 2002 FIFAワールドカップ

### 試合数
- 国際Aマッチ 85試合 17得点（1993年-2010年）[7]

| アルゼンチン代表 | 国際Aマッチ | 国際Aマッチ |
| 年               | 出場        | 得点        |
| ---------------- | ----------- | ----------- |
| 1993             | 1           | 0           |
| 1994             | 9           | 1           |
| 1995             | 16          | 2           |
| 1996             | 7           | 3           |
| 1997             | 9           | 1           |
| 1998             | 12          | 5           |
| 1999             | 7           | 2           |
| 2000             | 11          | 3           |
| 2001             | 7           | 0           |
| 2002             | 4           | 0           |
| 2003             | 1           | 0           |
| 2004             | 0           | 0           |
| 2005             | 0           | 0           |
| 2006             | 0           | 0           |
| 2007             | 0           | 0           |
| 2008             | 0           | 0           |
| 2009             | 0           | 0           |
| 2010             | 1           | 0           |
| 通算             | 85          | 17          |